# Casa i magatzem Josep Casanovas
La casa i magatzem Josep Casanovas és un conjunt d'edificis del centre de Terrassa (Vallès Occidental), situats al carrer de Sant Leopold, a la cantonada amb el carrer de Sant Isidre, i protegits com a bé cultural d'interès local.

## Descripció

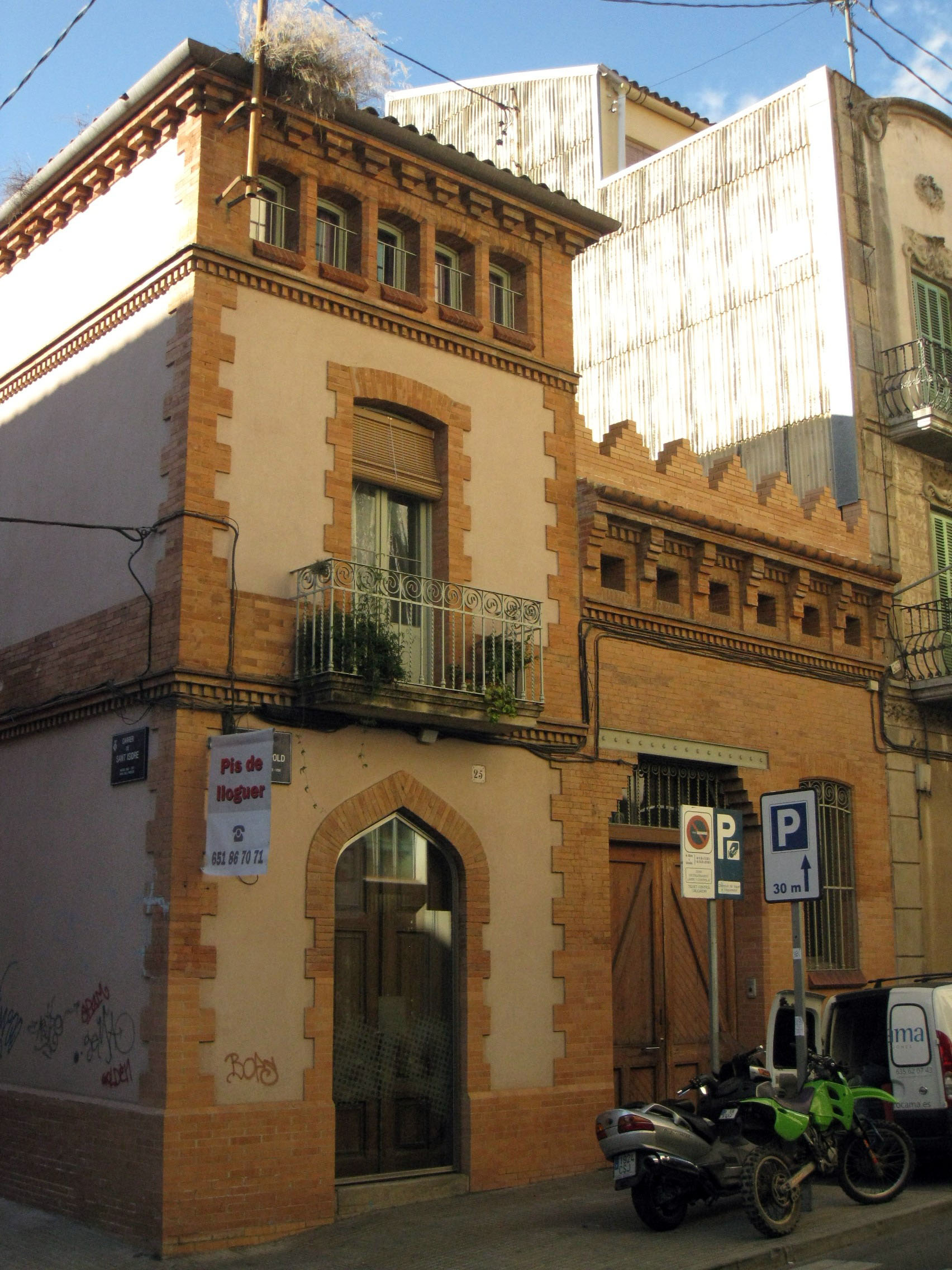
Una altra vista del conjunt

Es tracta d'un conjunt de dues edificacions contigües, casa i magatzem; la casa, a l'esquerra, consta de planta baixa, pis i golfes. El cos petit, el magatzem, està rematat per una sèrie de merlets escalonats, i el més alt per una coberta a quatre aigües amb potent ràfec que recolza sobre una cornisa motllurada i permòdols. El pis superior forma una galeria amb una successió de finestres separades per columnes i capitells.
Les façanes combinen l'estucat amb el maó vist, material que s'empra també per ressaltar les obertures i les cornises.